# Mfou
Mfou est une commune du Cameroun située dans la région du Centre, à environ 30 km de Yaoundé. C'est le chef-lieu du département de la Méfou-et-Afamba.

## Géographie
La localité est située sur la route provinciale P11 à 26 km au sud-est de la capitale Yaoundé (place Ahmadou Ahidjo). 

## Population
Lors du recensement de 2005, la commune comptait 37 209 habitants, dont 10 533 pour la ville de Mfou.

## Organisation
Outre Mfou et ses quartiers, la commune comprend les villages suivants :
- Abang
- Abembé I
- Abembé II
- Abimoah
- Adoum
- Akok
- Akoumbou
- Assok
- Assombo
- Awae
- Awae IV
- Beguele
- Bene Balot
- Bibié
- Ekali I
- Ekali II
- Ekali III
- Ekid Mekoé
- Ekok I
- Ekok II
- Ekoko I
- Ekoko II
- Ekombitié
- Ekoum-Eyen
- Ekpak
- Endoum
- Essabah
- Essazok
- Kamba I
- Kamba II
- Koumou I
- Koumou II
- Lobé
- Loum I
- Loum II
- Mekoé
- Mekomba
- Mehandan II
- Mehandan III
- Mendong I
- Mendong II
- Messeng
- Metet
- Mfida
- Mfou Village
- Minkan
- Ndangueng I
- Ndangueng II
- Ndangueng III
- Ndon Kol
- Ndong
- Ndziefidi
- Ngoum
- Nkassomo
- Nkilzok I
- Nkilzok II
- Nkolassi
- Nkolmefou I
- Nkolmefou II
- Nkolmeva'a
- Nkolmeyos
- Nkolnda
- Nkol Ngok
- Nkolnso'o
- Nkoloveng
- Nkolsalah
- Nkondom
- Nkongoa
- Nlobisson I
- Nsimalen
- Obout
- Odza
- Okong
- Onyié
- Ossol
- Vian
- Yem
- Zalom
- Ndanko

## Enseignement
L'arrondissement de Mfou compte 11 établissements secondaires publics dont 7 lycées et 4 collèges, 10 sont francophones et un bilingue.
- CETIC d'Ekali
- CETIC de Nlobisson I
- CETIC de Nkongoa
- CETIC de Gang
- Lycée classique de Mfou
- Lycée bilingue de Mfou
- Lycée d'Abang-Nkongoa
- Lycée d'Essazok
- Lycée de Nkolnda
- Lycée technique de Mfou
- Lycée technique d'Omvan

## Personnalités
Sylvestre Naah Ondoua

## Sports
Le club de football de l'APEJES de Mfou, basé à Yaoundé, évolue en première division Elite One depuis 2014.